# 10-й гвардейский стрелковый корпус
10-й гвардейский стрелковый Будапештский корпус — войсковое соединение РККА ВС СССР, в Великой Отечественной войне и в послевоенные годы.
Условное наименование — войсковая часть полевая почта (в/ч пп) № 69651.
Сокращённое наименование — 10 гв. ск.

## История формирования
На основании директивы Ставки ВГК № 994139 от 31 июля 1942 года и директивы заместителя НКО СССР № орг/2/2421 от 1 августа 1942 года, приказом по Закавказскому фронту № 00169 от 3 августа 1942 года начал формироваться 10-й гвардейский стрелковый корпус. Формирование корпуса проходило в первой половине августа 1942 года в районе города Махачкала из ранее скомплектованных 4-й, 5-й, 6-й и 7-й гвардейских стрелковых бригад. 13 августа 1942 года управление 3-го гвардейского стрелкового корпуса (1-го формирования) было направлено на формирование управления 10-го гвардейского стрелкового корпуса.
В состав корпуса вошли:
- 4-я гвардейская стрелковая бригада (06.07.1943 обращена на формирование 108-й гвардейской стрелковой дивизии);
- 5-я гвардейская стрелковая бригада (26.07.1943 обращена на формирование 110-й гвардейской стрелковой дивизии);
- 6-я гвардейская стрелковая бригада (06.07.1943 обращена на формирование 109-й гвардейской стрелковой дивизии);
- 7-я гвардейская стрелковая бригада (26.07.1943 обращена на формирование 110-й гвардейской стрелковой дивизии).

Части корпусного подчинения:
- 92-й гвардейский корпусной артиллерийский полк;
- 17-й отдельный гвардейский батальон связи (с 21.05.1943 57-й);
- 500-й отдельный сапёрный батальон (с 31.10.1943 900-й)[4];
- 43-я отдельная авторота подвоза (до 20.05.1943);
- 190-я полевая авторемонтная база (с 07.06.1944);
- 1608-я полевая касса Госбанка (до 26.08.1942);
- 474-я полевая касса Госбанка (с 08.09.1942);
- 1812-я военно-почтовая станция[5];
- 5-й отдельный гвардейский миномётный батальон;
- 44-й отдельный медико-санитарный батальон;
- Отдельный взвод ОО НКВД;
- Военный Трибунал

14 августа 1942 года, по приказу командующего Северной группой войск ЗКФ, корпус был передислоцирован в район города Грозный.

## Участие в боевых действиях
Период вхождения в действующую армию: 13 августа 1942 года — 11 мая 1945 года.

### Оборона подступов к Грозному (14.08.1942 — 31.10.1942)
10 сентября 1942 года 10-й гвардейский стрелковый корпус генерал-майора И. Т. Замерцева из фронтового резерва был переброшен на грозненское направление. На следующий день он перешёл в наступление из района станицы Червлённая и после ожесточённых боёв выбил противника из Мекенской и Алпатово. Мощными танковыми контрударами немцам удалось остановить дальнейшее продвижение частей корпуса, удержать Ищёрскую и сохранить плацдарм на правом берегу Терека, но достигнуто это было ценой огромных потерь. В этих боях противник потерял до 140 танков и более 2100 солдат и офицеров из состава 13-й и 23-й танковых дивизий. К началу октября линия фронта на грозненском направлении стабилизировалась, но время от времени немцы предпринимали попытки расширить Ищёрский плацдарм.

### Последующие сражения
- Разгром немецкой танковой группировки в районе Владикавказа. Гизельская операция (06.11.1942 — 10.12.1942)
- Бои в горах и выход на Кубань (15.01.1943 — 25.02.1943)
- Бои на Кубани (25.02.1943 — 04.09.1943)
  - Бои на Голубой линии (05.1943 — 06.1943)
- Прорыв оборонительной полосы севернее Мелитополь, бои на реке Молочная, выход к Днепру и бои по ликвидации Никопольского плацдарма (07.09.1943 — 08.02.1944)
- Освобождение Берислава, Херсона, Николаева, Одессы и бои на Днестре (10.03.1943 — 18.08.1944)
- Бои в Бессарабии, Румынии и Болгарии (19.08.1944 — 28.09.1944)
- Бои в Югославии и взятие Белграда (29.09.1944 — 20.10.1944)
- Бои в Венгрии, окружение и взятие Будапешта (16.10.1944 — 02.04.1945)
- Бои в Австрии и взятие Вены (03.04.1943 — 10.05.1945)

День победы части корпуса встретили в городе Кремс расположенном на берегу реки Дунай, преследуя отступающие немецкие войска.

## Подчинение и боевой состав
| Подчинение      | Подчинение              | Подчинение            | Подчинение                                                                    | Подчинение | Подчинение |
| Дата            | Фронт                   | Армия                 | В составе (стрелковые)                                                        | Другие части, в том числе приданные | Примечания |
| --------------- | ----------------------- | --------------------- | ----------------------------------------------------------------------------- | --- | ---------- |
| 01.09.1942 года | Закавказский фронт      | Северная группа войск | 4-я, 5-я, 6-я и 7-я гвардейские стрелковые бригады                            | |            |
| 01.10.1942 года | Закавказский фронт      | Северная группа войск | 4-я, 5-я, 6-я и 7-я гвардейские стрелковые бригады                            | |            |
| 01.11.1942 года | Закавказский фронт      | 44-я армия            | 4-я, 5-я, 6-я и 7-я гвардейские стрелковые бригады                            | |            |
| 01.12.1942 года | Закавказский фронт      | 9-я армия             | 4-я, 5-я, 6-я и 7-я гвардейские стрелковые бригады                            | |            |
| 01.01.1943 года | Закавказский фронт      | фронтового подчинения | 4-я, 5-я и 6-я гвардейские стрелковые бригады                                 | |            |
| 01.02.1943 года | Закавказский фронт      | 56-я армия            | 4-я, 5-я и 6-я гвардейские стрелковые бригады                                 | |            |
| 01.03.1943 года | Северо-Кавказский фронт | 18-я армия            | 4-я, 5-я, 6-я и 9-я гвардейские стрелковые бригады                            | |            |
| 01.04.1943 года | Северо-Кавказский фронт | 56-я армия            | 4-я, 5-я и 6-я гвардейские стрелковые бригады                                 | |            |
| 01.05.1943 года | Северо-Кавказский фронт | 56-я армия            | 4-я, 5-я, 6-я, 7-я, 9-я и 10-я гвардейская стрелковая бригада                 | |            |
| 01.06.1943 года | Северо-Кавказский фронт | 56-я армия            | 4-я, 5-я, 6-я, 7-я, 9-я и 10-я гвардейская стрелковая бригада                 | |            |
| 01.07.1943 года | Северо-Кавказский фронт | 56-я армия            | 4-я, 5-я, 6-я, 7-я, 9-я и 10-я гвардейская стрелковая бригада                 | |            |
| 01.08.1943 года | Северо-Кавказский фронт | 56-я армия            | 109-я гвардейская стрелковая дивизия                                          | |            |
| 01.09.1943 года | Северо-Кавказский фронт | фронтового подчинения | 108-я и 109-я гвардейские стрелковые дивизии                                  | |            |
| 01.10.1943 года | Южный фронт             | 44-я армия            | 49-я, 108-я и 109-я гвардейские стрелковые дивизии                            | |            |
| 01.11.1943 года | 4-й Украинский фронт    | 44-я армия            | 108-я и 109-я гвардейские стрелковые дивизии                                  | |            |
| 01.12.1943 года | 4-й Украинский фронт    | 28-я армия            | 108-я, 109-я гвардейские и 77-я стрелковые дивизии                            | |            |
| 01.01.1944 года | 4-й Украинский фронт    | 28-я армия            | 24-я и 109-я гвардейские, 61-я и 77-я стрелковые дивизии                      | |            |
| 01.02.1944 года | 4-й Украинский фронт    | 28-я армия            | 109-я гвардейская, 320-я и 77-я стрелковые дивизии                            | |            |
| 01.03.1944 года | 3-й Украинский фронт    | 28-я армия            | 109-я гвардейская и 320-я стрелковые дивизии                                  | |            |
| 01.04.1944 года | 3-й Украинский фронт    | 5-я ударная армия     | 86-я, 109-я гвардейские и 320-я стрелковые дивизии                            | |            |
| 01.05.1944 года | 3-й Украинский фронт    | 5-я ударная армия     | 86-я, 109-я гвардейские и 320-я стрелковые дивизии                            | |            |
| 01.06.1944 года | 3-й Украинский фронт    | 5-я ударная армия     | 49-я, 86-я и 109-я гвардейские стрелковые дивизии                             | |            |
| 01.07.1944 года | 3-й Украинский фронт    | 5-я ударная армия     | 49-я, 86-я и 109-я гвардейские стрелковые дивизии                             | |            |
| 01.08.1944 года | 3-й Украинский фронт    | 5-я ударная армия     | 49-я, 86-я и 109-я гвардейские стрелковые дивизии                             | |            |
| 01.09.1944 года | 3-й Украинский фронт    | 46-я армия            | 49-я, 86-я и 109-я гвардейские стрелковые дивизии                             | |            |
| 01.10.1944 года | 2-й Украинский фронт    | 46-я армия            | 49-я, 59-я, 86-я и 109-я гвардейские стрелковые дивизии                       | |            |
| 01.11.1944 года | 2-й Украинский фронт    | 46-я армия            | 49-я, 86-я и 109-я гвардейские стрелковые дивизии                             | |            |
| 01.12.1944 года | 2-й Украинский фронт    | 46-я армия            | 49-я, 86-я и 109-я гвардейские стрелковые дивизии                             | 437-й истребительно-противотанковый артиллерийский полк, 462-й и 47-й гвардейский миномётные полки, 991-й самоходно-артиллерийский полк, 3-я миномётная бригада, 45-я гвардейская пушечная артиллерийская бригада, 4-й дивизион 105-й гаубичной артиллерийской бригады большой мощности |            |
| 01.01.1945 года | 3-й Украинский фронт    | 46-я армия            | 49-я, 86-я, 109-я гвардейские и 180-я стрелковые дивизии                      | |            |
| 01.02.1945 года | 3-й Украинский фронт    | 46-я армия            | 86-я гвардейская и 99-я стрелковые дивизии                                    | |            |
| 01.03.1945 года | 2-й Украинский фронт    | 46-я армия            | 49-я, 86-я гвардейские и 99-я стрелковые дивизии                              | |            |
| 01.04.1945 года | 2-й Украинский фронт    | 46-я армия            | 49-я, 86-я гвардейские и 297-я стрелковые дивизии                             | |            |
| 01.05.1945 года | 2-й Украинский фронт    | 46-я армия            | 49-я и 86-я гвардейские стрелковые дивизии                                    | |            |
| 15.06.1945 года | Южная группа войск      | 46-я армия            | 49-я, 59-я гвардейские и 99-я стрелковые дивизии                              | |            |
| 1946 год        | Одесский военный округ  | окружного подчинения  | 33-я гвардейская механизированная, 59-я гвардейская и 99-я стрелковые дивизии | |            |
| 01.02.1947 год  | Одесский военный округ  | 4-я гвардейская армия | 33-я гвардейская механизированная и 59-я гвардейская стрелковая дивизии       | |            |
| 01.06.1951 год  | Одесский военный округ  | окружного подчинения  | 35-я механизированная, 59-я и 86-я стрелковые гвардейские дивизии             | |            |
| 01.06.1955 год  | Одесский военный округ  | окружного подчинения  | 35-я механизированная, 59-я и 86-я стрелковые гвардейские дивизии             | |            |

Части корпусного подчинения (на 11 мая 1945 года):
- 57-й отдельный гвардейский батальон связи
- 900-й отдельный сапёрный батальон
- 190-й полевая авторемонтная база
- 1812 военно-почтовая станция

## Командование корпуса

### Командиры
- Пархоменко, Феофан Агапович (08.08.1942 — 13.08.1942), гвардии генерал-майор;
- Замерцев, Иван Терентьевич (13.08.1942 — 11.09.1942), гвардии генерал-майор;
- Севастьянов, Иван Александрович (15.09.1942 — 10.11.1942), гвардии полковник;
- Глаголев, Василий Васильевич (11.11.1942 — 11.02.1943), гвардии полковник, гвардии генерал-майор;
- Петров, Павел Гаврилович (10.02.1943 — 20.02.1943), гвардии полковник, ВРИД (в период смены командиров корпуса);
- Рубанюк, Иван Андреевич (12.02.1943 — 04.1947), гвардии генерал-майор, гвардии генерал-лейтенант[10][11];
- Козак, Семён Антонович (04.1947 — 07.1950), гвардии генерал-лейтенант;
- Красноштанов, Иван Данилович (07.1950 — 04.1951), гвардии генерал-майор;
- Бибиков, Павел Никонович (04.1951 — 07.1953), гвардии генерал-майор;
- Рыжиков, Ефим Васильевич (07.1953 — 11.06.1956), гвардии генерал-лейтенант;
- Майоров, Константин Фёдорович (12.06.1956 — 15.11.1956), гвардии генерал-майор [12]

### Заместители командира по строевой части
- Петров, Павел Гаврилович (1943), гвардии полковник;
- Василевский, Владимир Саввич (1943 — 14.01.1944), гвардии полковник;
- Крузе Аполлон Яковлевич (08.1944 — 11.1944), гвардии генерал-майор;
- Акименко, Адриан Захарович (03.08.1945 — 23.10.1945), гвардии генерал-майор[13];
- Карамышев, Георгий Петрович (10.1945 — 19.04.1947), гвардии генерал-майор

### Военные комиссары (с 9.10.1942 заместители командира дивизии по политической части)
- Павлов, Александр Сергеевич (13.08.1942 — 25.08.1942), гвардии полковой комиссар;
- Мельников, Яков Григорьевич (25,08.1942 — 06.04.1943), гвардии бригадный комиссар, с 5.12.1942 полковник;
- Бугров, Алексей Алексеевич (06.04.1943 — 21.07.1944), гвардии полковник;
- Федотов, Алексей Павлович (21.07.1944 — 19.11.1945), гвардии полковник[14]

### Начальники штаба
- Глонти, Михаил Варламович (08.1942 — 13.08.1942), гвардии подполковник;
- Гладков, Трофим Андроникович (13.08.1942 — 10.1942), гвардии полковник;
- Мительман, Фёдор Германович (10.1942 — 02.1943), гвардии полковник;
- Стерин, Илья Юдович (02.1943 — 05.1945), гвардии полковник

#### Начальник разведотдела штаба
- Копылов Константин Прокофьевич (? — март 1944 — ?)[15]

## Награды и почётные наименования
| Награда (наименование)               | Дата награждения                                                                        | За что награжден                                |
| ------------------------------------ | --------------------------------------------------------------------------------------- | ----------------------------------------------- |
| Почётное звание «Гвардейский»        | присвоено директивой Ставки Верховного Главнокомандования № 994139 от 31 июля 1942 года | получено корпусом при формировании              |
| Почётное наименование «Будапештский» | присвоено приказом Верховного главнокомандующего № 064 от 5 апреля 1945 года            | за отличие в боях за овладение городом Будапешт |

Также награждены указом Президиума Верховного Совета СССР от 4 июня 1945 года — за образцовое выполнение заданий командования в боях в немецкими захватчиками при овладении городами Яромержице, Зноймо, Голлабрунн, Штоккерау и проявленные при этом доблесть и мужество, части, подчиненные управлению корпуса:
- 57-й отдельный гвардейский ордена Красной Звезды батальон связи
- 900-й отдельный сапёрный ордена Богдана Хмельницкого[18] батальон

## Послевоенная история
10 мая 1945 года в районе Баумгартенберг части корпуса встретились с передовыми частями американских войск — 11-й танковой дивизией. До 14 мая корпус принимал капитулирующие немецкие войска, находившиеся между частями корпуса и частями США: танковой дивизии «Великая Германия», танковой дивизии СС «Мёртвая голова» и 4-й полицейской моторизованной дивизии СС, занимался сбором и учётом трофейного имущества. Закончив приём капитулировавших немецких войск, соединения корпуса расположились гарнизонами в районах: Фрайштадт, Ноймаркт, Прегартен, Кефермаркт и приступили к боевой подготовке.
Директивой ставки Ставки ВГК № 11098 от 29 мая 1945 года корпус в составе 46-й армии с 15 июня 1945 года вошёл в Южную группу войск.
13 августа 1945 года в состав корпуса был включён 60-й корпусной танковый батальон (бывший 60-й танковый полк 63-й кавалерийской дивизии), но уже 25 сентября передан в состав формируемого 62-го механизированного полка.
Осенью 1945 года корпус был выведен на территорию СССР и вошёл в Одесский военный округ (штаб в городе Кишинёв), имея в составе три дивизии:
- 33-я гвардейская механизированная Херсонская Краснознамённая ордена Суворова дивизия, в/ч 04130 (Комрат), в 1948 году переведена в Румынию;
- 59-я гвардейская стрелковая Краматорская Краснознамённая орденов Суворова и Богдана Хмельницкого дивизия, в/ч 35770 (Тирасполь);
- 99-я стрелковая Житомирская Краснознамённая ордена Суворова дивизия, в/ч 40303 (Дубосары), переформирована в 37-ю отдельную стрелковую бригаду которая расформирована в 1946 году.

Состав корпуса на 01.06.1951:
- 35-я гвардейская механизированная Харьковская дважды Краснознамённая орденов Суворова и Кутузова дивизия, в/ч 45261;
- 59-я гвардейская стрелковая Краматорская Краснознамённая орденов Суворова и Богдана Хмельницкого дивизия, в/ч 35770;
- 86-я гвардейская стрелковая Николаевская Краснознамённая дивизия, в/ч 44064

Состав корпуса на 01.06.1955:
- 35-я гвардейская механизированная Харьковская дважды Краснознамённая орденов Суворова и Кутузова дивизия, в/ч 45261;
- 59-я гвардейская стрелковая Краматорская Краснознамённая орденов Суворова и Богдана Хмельницкого дивизия, в/ч 35770;
- 86-я гвардейская стрелковая Николаевская Краснознамённая дивизия, в/ч 44064

15 ноября 1956 года 10-й гвардейский стрелковый корпус был переформирован в 14-ю общевойсковую армию. Исходя из заслуг 10-го гвардейского стрелкового корпуса, Приказом Министра обороны СССР № 01662 от 3 ноября 1967 года армия получила наименование 14-я гвардейская общевойсковая армия.